# Trent Cole
Trent Cole (Xenia, 5 ottobre 1982) è un giocatore di football americano statunitense che gioca nel ruolo di outside linebacker nella National Football League (NFL). Fu scelto nel corso del quinto giro (146º assoluto) del Draft NFL 2005 dai Philadelphia Eagles. Al college ha giocato a football all’Università di Cincinnati.

## Carriera professionistica

### Philadelphia Eagles

#### 2005
Cole fu scelto nel corso del quinto giro del draft 2005 dai Philadelphia Eagles. Disputò una promettente stagione di debutto, diventando il defensive end titolare nella settimana 10. Cole mise a segno 5 sack in quella stagione, una cifra notevole considerando le sole 3 partenze come titolare. Inoltre mise a segno 38 tackle, venendo inserito nella formazione ideale dei rookie.

#### 2006
Cole firmò un'estensione contrattuale di 5 anni nel novembre 2006 del valore fdi 26 milioni di dollari, inclusi 12 milioni garantiti. Il 17 dicembre contro i New York Giants, Cole fece registrare il suo primo intercetto e il primo touchdown in carriera. Quel touchdown siglò la vittoria degli Eagles per 36-22. La stagione di Cole terminò con i nuovi primati in carriera per sack (8) e tackle (84), in cui guidò la linea difensiva.

#### 2007
Cole mise a segno 12,5 sack nel 2007, superando il suo primato personale. Fu inoltre il primo defensive end scelto nel draft dagli Eagles dai tempi di Clyde Simmons nel 1986 ad essere convocato per il Pro Bowl. Inoltre in quella stagione si portò già al 15º posto della storia della franchigia per sack totali. A questi numeri aggiunse 70 tackle, il massimo tra tutti i defensive end della NFC.

#### 2008
Nel 2008 Cole guidò la squadra in hurries (22) e tackle for loss (9), fu secondo in sack (9,0) e terzo in fumble forzati (3), mettendo a segno 98 tackle (59 solitari).

#### 2009
Nella settimana 15, Cole fu espulso con 8 secondi al termine della gara contro i New York Giants per ave fatto a pugni con l'offensive lineman avversario Shaun O'Hara. Entrambi i giocatori furono multati di 15.000 dollari dalla NFL. Dopo aver pareggiato il proprio primato in carriera con 12,5 sack, Cole fu convocato per il suo secondo Pro Bowl e inserito nel Second-team All-Pro dall'Associated Press.

#### 2010-2011
Nel 2010 e 2011, Cole mise ancora a segno almeno 10 sack per la seconda e terza annata consecutiva. Alla fine dell'annata 2011 fu inserito al numero 57 nella classifica dei cento migliori giocatori della stagione.

#### 2012
Cole firmò un'estensione contrattuale quadriennale con gli Eagles del valore fino a 55,25 milioni di dollari il 14 marzo 2012, portando la scadenza del suo contratto con la squadra fino al 2017. Malgrado ciò, e nonostante l'aver giocato tutte le 16 gare della stagione regolare, Trent terminò con i minimi stagionali in carriera per tackle (40), sack (3,0), passaggi deviati (0) e fumble forzati (1), con gli Eagles che non si qualificarono per i playoff per la seconda stagione consecutiva.

#### 2013
Nella settimana 16, Cole mise a segno tre sack su Jay Cutler dei Chicago Bears.

### Indianapolis Colts
Il 10 marzo 2015, Cole firmò con gli Indianapolis Colts.

## Palmarès
- Convocazioni al Pro Bowl: 2

2007, 2009
- Second-team All-Pro: 1

2009
- Difensore della NFC della settimana: 1

settimana 8 della stagione 2007
- PFWA All-Rookie Team - 2005

## Statistiche
| Partite totali      | 155  |
| Partite da titolare | 145  |
| Tackle              | 569  |
| Sack                | 85,5 |
| Intercetti          | 1    |
| Fumble forzati      | 19   |

Statistiche aggiornate alla stagione 2014